# Parlamentswahl in Lesotho 1970
Die Parlamentswahl in Lesotho 1970 fand am 27. und 28. Januar im Königreich Lesotho statt. Gewählt werden sollten die Abgeordneten der Nationalversammlung. Die Wahl wurde jedoch für ungültig erklärt, da die Regierungspartei Basotho National Party (BNP) der Basutoland Congress Party (BCP) unterlegen war.

## Ausgangslage
1965 hatte die BNP die letzte Wahl zur Nationalversammlung vor der Unabhängigkeit 1966 vor der BCP gewonnen und fortan unter Premierminister Leabua Jonathan allein regiert. Nach der Verfassung sollten nun wieder Wahlen stattfinden. Die 60 Parlamentarier sollten nach dem Mehrheitswahlrecht bestimmt werden.

## Ablauf
Die Auszählung verlief anfangs ruhig. Erst als bekannt wurde, dass die BCP mehrere Wahlkreise gewonnen hatte, die als Hochburgen der BNP galten, brach die Regierung die Übertragung der Wahlergebnisse im Programm von Radio Lesotho ab.

## Ergebnis
285.257 Stimmen wurden abgegeben. Die BCP gewann mit 49,9 % der Stimmen und 36 Sitzen die absolute Mehrheit der Sitze. Die BNP erhielt 42,2 % der Stimmen und 23 Sitze, während die monarchistische Marematlou Freedom Party (MFP) 7,3 % und einen Sitz erhielt. 0,1 % gingen an weitere Parteien, 0,5 % an Unabhängige. Die Ergebnisse wurden nicht veröffentlicht, sondern aus den Einzelergebnissen berechnet.

## Folgen
Jonathan ließ die Wahl annullieren und setzte die Verfassung außer Kraft. Er behauptete, dass es in den von der BCP gewonnenen Wahlkreisen zu Unregelmäßigkeiten gekommen sei, und bezeichnete die Verfassung, unter der er fünf Jahre regiert hatte, als von außen aufgezwungen. König Moshoeshoe II., der die Abschaffung der Verfassung ablehnte, wurde vorübergehend ins Exil gezwungen.
In der Folge regierte die BNP unter Premierminister Jonathan mit harter Hand. Zahlreiche Oppositionelle wurden getötet oder gingen ins Exil. 1974 misslang ein Putschversuch von BCP-Politikern. Daraufhin wurde die Lesotho Liberation Army (LLA) als bewaffneter Flügel eines Teils der BCP gegründet. Die Regierung setzte die Verfassung außer Kraft, löste die Nationalversammlung auf und ersetzte sie durch die Interim National Assembly aus ernannten Mitgliedern.